# Ніл Бротен
Ніл ЛаМой Бротен (англ. Neal LaMoy Broten; 29 листопада 1959, м. Росо, США) — американський хокеїст, центральний нападник.
Виступав за Міннесотський університет (NCAA), «Міннесота Норз-Старс», «Берлін Кепіталс», «Даллас Старс», «Нью-Джерсі Девілс», «Лос-Анджелес Кінгс», «Фінікс Роудраннерс» (ІХЛ).
В чемпіонатах НХЛ — 1099 матчів (289+634), у турнірах Кубка Стенлі — 135 матчів (35+63).
У складі національної збірної США учасник зимових Олімпійських ігор 1980 (7 матчів, 2+1); учасник чемпіонату світу 1990 (8 матчів, 1+5); учасник Кубка Канади 1981 і 1984 (7 матчів, 1+3). У складі молодіжної збірної США учасник чемпіонату світу 1979.
Брати: Аарон Бротен і Пол Бротен.
Досягнення
- Олімпійський чемпіон (1980)
- Володар Кубка Стенлі (1995)
- Учасник матчу всіх зірок НХЛ (1983, 1986)

Нагороди
- Пам'ятний трофей Гобі Бейкера (1983)
- Трофей Лестера Патріка (1998)
- Член Зали слави американського хокею (2001)